# LazyGunsBrisky
LAZYgunsBRISKY est un groupe de rock japonais formé en septembre 2006 composé de quatre femmes : Lucy, Izumi, Azu et Moe, qui se sont rencontrées au lycée. Le nom du groupe, LAZYgunsBRISKY, est un ensemble des mots qu'elles aiment.
Le groupe se sépare après un dernier concert au Shimokitazawa Garden de Tokyo le 12 mai 2012 et se reforme en 2015.

## Membres
- Lucy (13 mai 1988) : chant
- Yuko (11 mars 1989) : guitare (depuis 2016)
- Azu (20 septembre 1988) : basse, chant
- Moe (4 février 1989) : batterie

### Anciens membres
- Izumi (12 mai 1988) : guitare (2006-2012, 2015-2016)

## Historique
En février 2007, LAZYgunsBRISKY sort son premier CD démo, The Trip puis Quixotic le 16 avril 2008 chez July Records, son premier album studio. Huit mois plus tard sort le mini-album Catching!, qui marque le début du groupe en major chez le label BabeStar, et produit par Ken'ichi Asai, qui réalise sa première production. Il en sera de même avec le deuxième mini, nommé 26 times, qui sort en juillet 2009 chez FlyingStar Records.
Il s'ensuit une tournée à travers le Japon jusqu'en juin 2010 puis en Europe pour une douzaine de dates (via Ankama Music). En août 2010, le groupe rejoint la compilation I Love J-ROCK produit par Robby Takac, le bassiste du groupe Goo Goo Dolls (Good Caramel Records). En hiver de la même année, le groupe créé son propre label, G.O.D. Records, et sort son premier single du nom de Childhood vendu uniquement lors des concerts. Le 25 mai 2011 sort LAZYgunsBRISKY chez Sexy Stones Records. Toutes les paroles de leurs chansons étant écrites en anglais, mais dans cet album, elles sont en japonais.
Le groupe est invité à la douzième édition de la convention Japan Expo à Paris, leurs concerts ayant lieu le 30 juin et le 2 juillet 2011. Parallèlement à cela, elles commencent leur deuxième tournée en Europe.
Il annonce sa séparation aura lieu après un dernier concert au Shimokitazawa Garden de Tokyo le 12 mai 2012.
En 2015, LAZYgunsBRISKY se reforme et donne un premier concert au Shibuya Tsutaya O-Crest le 12 mai.  Izumi quitte le groupe après un concert le 14 juin 2016.  Elle est officiellement remplacer par Yuko le 28 octobre.
L'album NO BUTS sort dans la foulée le 22 mars 2017. Il comprend 7 titres.
Elles sortent le titre kiss me le 1er avril 2018 et annoncent une tournée européenne de 11 dates dans 5 pays .